# Schoenobius bicolorellus
Schoenobius bicolorellus là một loài bướm đêm trong họ Crambidae.